# ایوا (ایندیانا)
ایوا (به انگلیسی: Iva) یک منطقهٔ مسکونی در ایالات متحده آمریکا است که در ایندیانا واقع شده‌است. ایوا ۱۵۰ متر بالاتر از سطح دریا قرار دارد.